# Kondikonda, Bagepalli
Kondikonda là một làng thuộc tehsil Bagepalli, huyện Chikkaballapur, bang Karnataka, Ấn Độ.